# پندیده‌لب‌ها
پندیده‌لب‌ها (نام علمی: Oedalechilus) نام یک سرده از تیره ماهی کفال است.